# Ніколаєв Микола Миколайович
Мико́ла Микола́йович Нікола́єв (10 грудня 1973 — 17 червня 2015) — солдат Збройних сил України. Загинув під час російсько-української війни.

## З життєпису
Народився та проживав у місті Синельникове.
В часі війни — солдат, старший водій 2-ї «афганської» роти, 24-й окремий штурмовий батальйон ЗСУ «Айдар».
17 червня 2015 року загинув під час мінометного обстрілу терористами терикону Золоте-4 (шахта «Родіна»), ще троє вояків зазнали поранень.
19 червня 2015 року похований в місті Синельникове.
Без чоловіка лишилась дружина.

## Нагороди
- 18 травня 2016 року — за мужність, самовідданість і високий професіоналізм, виявлені у захисті державного суверенітету та територіальної цілісності України, вірність військовій присязі, — нагороджений орденом «За мужність» III ступеня (посмертно)[1].